# رحیم‌آباد (آزادشهر)
رحیم آباد، روستایی است از توابع بخش چشمه‌ساران شهرستان آزادشهر در استان گلستان ایران ایران.زبان مردمان این روستا ترکی باکو بوده و از جرگه قزلباشان متشکل از طوایف سیدحسینی و دونلو (غلامعلی،حسین خان،یوسفی و رستمی) هستند . شغل اصلی  آنها دامداری ،کشاورزی است.
خاستگاه اصلی آن ها ایالات شمال قفقاز حوالی شروان می باشد که با شکل گیری سلسله ی صفویه به سبب جنگاوری که داشته اند، به منظور حراست از هجوم ازبکان به سواحل شرقی دریای خزر فرستاده شدند.
لازم به ذکر است جبار دولو (دونلو) مربی بدنساز سرشناس اهل این روستا است.

## جمعیت
این روستا در دهستان چشمه‌ساران قرار دارد و براساس سرشماری مرکز آمار ایران در سال1401، جمعیت آن 210 نفر (60خانوار) بوده‌است.
```
=ویراستار « سید علی حسین پور»
```

1. ↑  درگاه ملی آمار ایران